# Dawny szpital Bożego Ciała we Wrocławiu
Szpital Bożego Ciała - św. Trójcy – dawny szpital, od XIV wieku będący pod opieką joannitów, stojący przy istniejącym Kościele Bożego Ciała przy ulicy Świdnickiej.

## Historia szpitala
Szpital Bożego Ciała, pierwotnie jako dom ubogich, został założony w 1319 roku (o czym świadczą zachowane rachunki miejskie), z inicjatywy rady miasta Wrocławia. Jego budowa trwała prawdopodobnie do 1330 roku; w tym też roku kaplica uzyskała biskupią konfirmację. Początkowo szpital, jako oratorium szpitalne obsługiwało cmentarz, który został założony pod murami miasta w 1318 wraz z kaplicą ku czci NMP. W 1337 roku został powierzony pod opiekę konwentowi joannitów.
Od 1328 roku na rzecz szpitala i jego utrzymania mieszkańcy Wrocławia przekazywali pierwsze legaty; w 1328 było to 5 grzywien czynszu od dochodów rady miasta od kupca wrocławskiego, pomiędzy 1318 a 1337 Mikołaj de Bancz podarował 13 łanów kmiecych w ówczesnej podwrocławskiej wsi Klecina. W 1333 na rzecz szpitala i jego utrzymania rada miejska zakupiła od Klasztoru św. Klary młyn na Piasku. Do szpitala należało również 26 mórg i 2 i 2/3 łana w folwarku Gaj oraz młyn Knopfsmühle. Od 1338 joannici powoli przejmowali dobra szpitalne a od 1339 już za zgodą króla, pozyskiwali dobra ziemskie. Nowa placówka miała opiekować się ubogimi, karmić ich, zapewniać im odzienie i buty. Wynikało to z zapisków testamentowych; dochód z przekazywanych Joannitom dóbr majątkowych ze wsi Klecina jak i Pilczyce miał pokrywać utrzymanie określonej liczby pensjonariuszy.
Od 1354 opiekę nad domem ubogich ponownie zaczęła sprawować rada miasta. W 1366 rajcy ufundowali nową kaplicę szpitalną. W 1371 sporządzono wilkierz, który regulował rozwój szpitala i ograniczał przyjmowanie ubogich do pięćdziesięciu osób. Z biegiem lat w domu ubogich umieszczano krewnych tych osób, które na rzecz szpitala przekazywali w testamencie zapisy majątkowe, np. w postaci grzywny czynszowych, lub samych darczyńców, którzy wykupywali dla siebie miejsce do końca swojego żywota. 11 lipca 1416 roku został ustalony nowy status fundacji, według którego do placówki mogła trafić jedynie osoba, niekoniecznie uboga, ale wskazana przez darczyńcę (najczęściej była to krewna tej osoby). Jak dowodzi Marek Słoń, ustalenia te nie były do końca respektowane i miejsce w domu ubogich wykupywały również osoby niespokrewnione z pensjonariuszami.
W 1492 lub w 1494 roku szpital został poddany gruntownej przebudowie, w wyniku której wraz z przylegająca do niego kaplicą Świętej Trójcy utworzono zespół dwukondygnacyjnych budynków usytuowanych wokół prostokątnego dziedzińca. Według XVI kronik szpital był ulokowany w dwóch ciągach budynków po około 100 metrów długości każdy. Był to więc, do lat 60. XVI wieku, największy szpital w ówczesnym Wrocławiu. Pieczę nad nim, aż do reformacji sprawowali joannici a następnie stał się placówką protestancką. W latach 1626 i 1750 sporządzono nowe regulaminy. Główne zmiany dotyczyły warunków przyjęcia do szpitala: warunkiem było wpłacenie kwoty wstępnej, nienaganna opinia i dobry stan zdrowia.
W latach 1776–1777 część szpitala została przejęta przez fundację Johanna Gottfrieda Salenkego, która opiekowała się zubożałymi kupcami. W latach 1824–1826 fundacja, w miejsce wyburzonych częściowo budynków, sfinansowała nowy gmach lecznicy według projektu Tschecha. W 1869 lecznica została przeniesiona do nowego budynku wzniesionego u zbiegu ulicy Szpitalnej i Tęczowej. W 1869 roku wyburzono kaplicę Świętej Trójcy a cały teren opuszczonego szpitala oraz kaplicy zakupił żydowski przedsiębiorca i bankowiec Moritz Sachs. W 1873 na miejscu dawnego szpitala wzniesiona została Kamienica Sachsów.